# Villaconejos de Trabaque
Villaconejos de Trabaque è un comune spagnolo di 372 abitanti situato nella comunità autonoma di Castiglia-La Mancia.